# Хасан Рохани
Хасан Рохани (перс. حسن روحانی; Сорхе, 13. новембар 1948) ирански је дипломата, академик и бивши председник Ирана. Члан је Скупштине стручњака од 1989, Савета целисходности од 1991, Врховног савета државне безбедности од 1989. и челник Центра за стратешка истраживања од 1992. године. Дипломирао је на Универзитету у Техерану, а докторирао на Каледонијском универзитету у Глазгову. Уз персијски, служи се и енглеским, немачким, руским, арапским и француским језиком.
Рохани је такође био потпредседник 4. и 5. сазива Исламске саветодавне скупштине (парламента), те секретар Врховног савета државне безбедности између 1989. године и 2005. године. Уз то је био на челу некадашње нуклеарне преговарачке групе те челни преговарач Ирана с три државе Европске уније, Уједињеним Краљевством, Француском и Немачком у погледу иранског нуклеарног програма.
На иранским председничким изборима 2013. године у првом кругу добио је 50,7% гласова односно натполовичну већину чиме је изабран за председника Ирана. Роханијев мандат започео је 3. августа 2013. године када је на тој позицији заменио Махмуда Ахмадинежада.

## Опус
На персијском језику
- Исламска револуција: корени и изазови (пер. انقلاب اسلامی؛ ریشهها و چالشها), јун. 1997.  978-964-91025-0-4.
- Темељи политичке мисли имама Хомеинија (пер. مبانی تفکر سیاسی امام خمینی), јул 1999.
- Мемоари др Хасана Роханија; том 1: Исламска револуција (пер. خاطرات دکتر حسن روحانی؛ جلد اول: انقلاب اسلامی), фебруар. 2008.  978-600-5914-80-1.
- Увод у исламске земље (пер. آشنایی با کشورهای اسلامی), новембар 2008.
- Исламска политичка мисао; том 1: Концептни оквир (пер. اندیشههای سیاسی اسلام؛ جلد اول: مبانی نظری), децембар. 2009.  978-964-95394-0-9.
- Исламска политичка мисао; том 2: Спољна политика (пер. اندیشههای سیاسی اسلام؛ جلد دوم: سیاست خارجی), децембар. 2009.  978-964-95394-1-6.
- Исламска политичка мисао; том 3: Култура и социјална питања (пер. اندیشههای سیاسی اسلام؛ جلد سوم: مسائل فرهنگی و اجتماعی), децембар. 2009.  978-964-95394-2-3.
- Државна безбедност и економски систем Ирана (пер. امنیت ملی و نظام اقتصادی ایران), август. 2010.  978-600-5247-94-7.
- Државна безбедност и нуклеарна дипломатија (пер. امنیت ملی و دیپلماسی هستهای), јануар. 2011.  978-600-290-007-4.
- Улога семинара у моралном и политичком развоју друштва (пер. نقش حوزههای علمیه در تحولات اخلاقی و سیاسی جامعه), новембар 2011.
- Увод у историју шијитских имама (пер. مقدمهای بر تاریخ امامان شیعه), март. 2012.  978-600-5914-94-8.
- Раздобље делатне способности и одговорности (пер. سن اهلیت و مسئولیت قانونی), октобар. 2012.  978-600-290-013-5.
- Мемоари др Хасана Роханија; том 2: Света одбрана (пер. خاطرات دکتر حسن روحانی؛ جلد دوم: دفاع مقدس), јануар 2013.
- Приповедање предвиђања и наде (пер. روایت تدبیر و امید), март 2013.
- Државна безбедност и спољна политика (пер. امنیت ملی و سیاست خارجی), мај 2013.
- Државна безбедност и околина (пер. امنیت ملی و محیط زیست), мај 2013.

На енглеском језику
- Исламска законодавна моћ (енг. The Islamic Legislative Power), мај 1994.
- Флексибилност шеријата; исламског права (енг. The Flexibility of Shariah; Islamic Law), април 1996.

На арапском језику
- Коментари о Фику (исламска јуриспруденција); лекције Мухакика Дамада (ара. تقريرات درس فقه مرحوم محقق داماد) (Поглавље о молитвама [ара. صلاة]), новембар 2012.
- Коментари о Усулу (принципи Фика); Лекције ајатолаха Хаерија (ара. تقريرات درس أصول مرحوم حائري) (Поглавље о научним принципима [ара. أصول علمية]), март 2013.